# 張方建
張方建，字懋倩，號澹生，直隶松江府华亭县民籍人。明朝政治人物。

## 生平
萬曆四十三年（1615年）應天府乙卯科舉人，天启二年（1622年）壬戌科進士。官南京工部主事。

## 家族
曾祖张朝封，封参议。從祖張仲謙，嘉靖己未進士。祖父张震伯，庠生。父张重任，教谕。